# 后藤田正晴
后藤田 正晴（1914年8月9日—2005年9月19日），日本政治人物，田中派骨干分子之一。1972年淺間山莊事件發生時，時任警察廳長官，指揮包圍與攻堅行動。于1982年11月开始在中曾根康弘内阁担任内阁官房长官。1985年8月15日，时任日本首相的中曾根在战后40周年时以内阁总理大臣身份正式参拜靖国神社。1986年8月14日，内阁官房长官后藤田正晴发表谈话表示，“鑑于我国作为和平国家，处于为国际社会的和平与繁荣承担更大责任的立场，必须重视国际关系，适当照顾近邻各国的国民感情。”“（日本政府）经慎重和自主研究的结果，停止内阁总理大臣8月15日正式参拜靖国神社。”
后藤田正晴在两伊战争及英美联军攻打伊拉克时均反对日本向海外派兵。
后藤田正晴还是日中友好会馆名誉会长。
2005年9月19日因肺炎去世，享年91岁。